# Simning vid världsmästerskapen i simsport 2024 – 4 × 100 meter mixed frisim
4 × 100 meter mixed frisim vid världsmästerskapen i simsport 2024 avgjordes den 17 februari 2024 i Aspire Dome i Doha i Qatar.
Guldet togs av Kinas kapplag på tiden 3 minuter och 21,18 sekunder, vilket blev ett nytt asiatiskt rekord. Silvret togs av Australien och bronset togs av USA.

## Rekord
Inför tävlingens start fanns följande världs- och mästerskapsrekord:
|                   | Nation     | Tid     | Ort            | Datum        |
| ----------------- | ---------- | ------- | -------------- | ------------ |
| Världsrekord      | Australien | 3.18,83 | Fukuoka, Japan | 29 juli 2023 |
| Mästerskapsrekord | Australien | 3.18,83 | Fukuoka, Japan | 29 juli 2023 |

## Resultat

### Försöksheat
Försöksheaten startade klockan 10:19.
| Placering | Heat | Bana | Nation                    | Simmare | Tid     | Noteringar |
| --------- | ---- | ---- | ------------------------- | --- | ------- | ---------- |
| 1         | 3    | 3    | Kina                      | Wang Haoyu (48,28) Ji Xinjie (47,86) Yu Yiting (53,90) Ai Yanhan (54,43)                                         | 3.24,47 | 0Q0, 0AR0  |
| 2         | 3    | 5    | Kanada                    | Finlay Knox (48,93) Javier Acevedo (47,98) Rebecca Smith (54,45) Taylor Ruck (53,42)                             | 3.24,78 | 0Q0        |
| 3         | 3    | 4    | Australien                | Kai Taylor (48,73) Jack Cartwright (48,03) Alexandria Perkins (54,58) Abbey Harkin (53,96)                       | 3.25,30 | 0Q0        |
| 4         | 2    | 5    | Italien                   | Lorenzo Zazzeri (48,51) Manuel Frigo (48,62) Sofia Morini (54,66) Chiara Tarantino (54,27)                       | 3.26,06 | 0Q0        |
| 5         | 2    | 4    | USA                       | Luke Hobson (48,50) Jack Aikins (48,92) Addison Sauickie (54,83) Kayla Han (56,51)                               | 3.28,76 | 0Q0        |
| 6         | 3    | 6    | Nederländerna             | Stan Pijnenburg (49,08) Thom de Boer (49,43) Milou van Wijk (55,48) Janna van Kooten (55,24)                     | 3.29,23 | 0Q0        |
| 7         | 2    | 2    | Slovakien                 | Matej Duša (49,23) Tibor Tistan (50,64) Lillian Slušná (55,92) Teresa Ivan (55,88)                               | 3.31,67 | 0Q0        |
| 8         | 3    | 7    | Hongkong                  | Lau Shiu Yue (52,30) Ian Ho (48,80) Camille Cheng (55,29) Tam Hoi Lam (55,80)                                    | 3.32,19 | 0Q0        |
| 9         | 1    | 6    | Filippinerna              | Jarod Hatch (51,65) Kayla Sanchez (55,08) Teia Salvino (57,21) Jerard Jacinto (52,59)                            | 3.36,53 |            |
| 10        | 2    | 7    | Thailand                  | Dulyawat Kaewsriyong (50,28) Tonnam Kanteemool (50,88) Kamonchanok Kwanmuang (58,42) Jenjira Srisa-Ard (1.00,27) | 3.39,85 |            |
| 11        | 3    | 8    | Uganda                    | Jesse Ssuubi Ssengonzi (52,07) Tendo Mukalazi (51,66) Kirabo Namutebi (1.00,28) Gloria Muzito (56,34)            | 3.40,35 |            |
| 12        | 1    | 4    | Kenya                     | Monyo Maina (52,94) Ridhwan Mohamed (52,67) Imara Thorpe (59,28) Maria Brunlehner (57,39)                        | 3.42,28 |            |
| 13        | 2    | 1    | Armenien                  | Artur Barseghyan (50,41) Ashot Chakhoyan (54,78) Varsenik Manucharyan (1.00,30) Ani Poghosyan (58,80)            | 3.44,29 |            |
| 14        | 1    | 5    | Dominikanska republiken   | Anthony Piñeiro (52,72) María Alejandra Fernández (1.01,81) Alejandra Santana (1.02,82) Javier Nuñez (50,82)     | 3.48,17 |            |
| 15        | 3    | 1    | Bahamas                   | Lamar Taylor (53,19) Marvin Johnson (53,81) Victoria Russell (1.02,01) Rhanishka Gibbs (1.00,62)                 | 3.49,63 |            |
| 16        | 2    | 8    | Guam                      | Israel Poppe (54,12) James Hendrix (53,87) Amaya Bollinger (1.03,04) Mia Lee (1.01,26)                           | 3.52,29 |            |
| 17        | 1    | 3    | Tonga                     | Carolann Faeamani (1.04,46) Alan Uhi (55,76) Charissa Panuve (1.03,76) Finau Ohuafi (53,92)                      | 3.57,90 |            |
| 18        | 3    | 0    | Bahrain                   | Saud Ghali (55,27) Ahmed Theibich (56,98) Amani Al-Obaidli (1.01,65) Noor Yussuf Abdulla (1.04,01)               | 3.57,91 |            |
| 19        | 2    | 0    | Mikronesiska federationen | Tasi Limtiaco (55,01) Kestra Kihleng (1.05,27) Katerson Moya (57,81) Taeyanna Adams (1.07,22)                    | 4.05,31 |            |
| 20        | 2    | 9    | Maldiverna                | Mubal Azzam Ibrahim (57,69) Aishath Shaig (1.10,06) Hamna Ahmed (1.09,50) Mohamed Rihan Shiham (56,92)           | 4.14,17 |            |
| —         | 2    | 3    | Sverige                   | 0DNS0 | 0DNS0   | 0DNS0      |
| —         | 2    | 6    | Ungern                    | 0DNS0 | 0DNS0   | 0DNS0      |
| —         | 3    | 2    | Sydafrika                 | 0DNS0 | 0DNS0   | 0DNS0      |

### Final
Finalen startade klockan 20:45.
| Placering | Bana | Nation        | Simmare                                                          | Tid     | Noteringar |
| --------- | ---- | ------------- | ---------------------------------------------------------------- | ------- | ---------- |
| 1         | 4    | Kina          | Pan Zhanle Wang Haoyu Li Bingjie Yu Yiting                       | 3.21,18 | 0AR0       |
| 2         | 3    | Australien    | Kai Taylor Jack Cartwright Shayna Jack Brianna Throssell         | 3.21,78 |            |
| 3         | 2    | USA           | Hunter Armstrong Matt King Claire Curzan Kate Douglass           | 3.22,28 |            |
| 4         | 5    | Kanada        | Finlay Knox Javier Acevedo Taylor Ruck Rebecca Smith             | 3.23,79 |            |
| 5         | 6    | Italien       | Alessandro Miressi Manuel Frigo Sofia Morini Chiara Tarantino    | 3.24,40 |            |
| 6         | 7    | Nederländerna | Stan Pijnenburg Caspar Corbeau Kira Toussaint Marrit Steenbergen | 3.25,14 |            |
| 7         | 8    | Hongkong      | Lau Shiu Yue Ian Ho Camille Cheng Tam Hoi Lam                    | 3.29,88 |            |
| 8         | 1    | Slovakien     | Matej Duša Tibor Tistan Lillian Slušná Teresa Ivan               | 3.31,13 |            |